# AIOS
Een arts of apotheker in opleiding tot specialist (AIOS) is in de Nederlandse gezondheidszorg een (basis)arts of apotheker die in opleiding is voor een medisch specialisme, inclusief specialisaties buiten het ziekenhuis, zoals huisartsgeneeskunde of verpleeghuisgeneeskunde (specialist ouderengeneeskunde) of publieke gezondheidszorg (zoals arts Maatschappij + Gezondheid). Dit in tegenstelling tot de arts/apotheker niet in opleiding tot specialist (ANIOS).
In januari 2005 werden de namen assistent-geneeskundige in opleiding tot medisch specialist (agio), huisarts in opleiding (haio) en verpleeghuisarts in opleiding (vaio) vervangen door arts in opleiding tot specialist (AIOS). Analoog werd de term ANIOS geïntroduceerd voor artsen die niet in opleiding zijn, voorheen AGNIO genoemd (assistent-geneeskundige niet in opleiding).
In de praktijk worden de termen 'AIOS' en 'ANIOS' ook gebruikt bij artsen die al dan niet in opleiding zijn tot profielarts.
Na de zesjarige opleiding geneeskunde of farmacie kan een afgestudeerd basisarts/apotheker verschillende dingen doen. Zo kan in opleiding worden gegaan tot medisch specialist of aan het werk worden gegaan als ANIOS, al dan niet met als uiteindelijk doel om alsnog in opleiding te gaan tot specialist.
Vergelijkbare constructies bestaan ook in andere landen. In het Britse stelsel bijvoorbeeld is een arts in opleiding tot specialist een specialist registrar (kortweg registrar); in de VS wordt gesproken van interns (artsen in het eerste jaar na afronden van de geneeskunde studie) en residents (specialisten in opleiding).
Het Belgische equivalent van AIOS is ASO: arts-specialist in opleiding.